# ابسبرگ
ابسبرگ (به آلمانی: Absberg) یک شهر بازاری در آلمان است که در بایرن واقع شده‌است.